# حرق كسوري

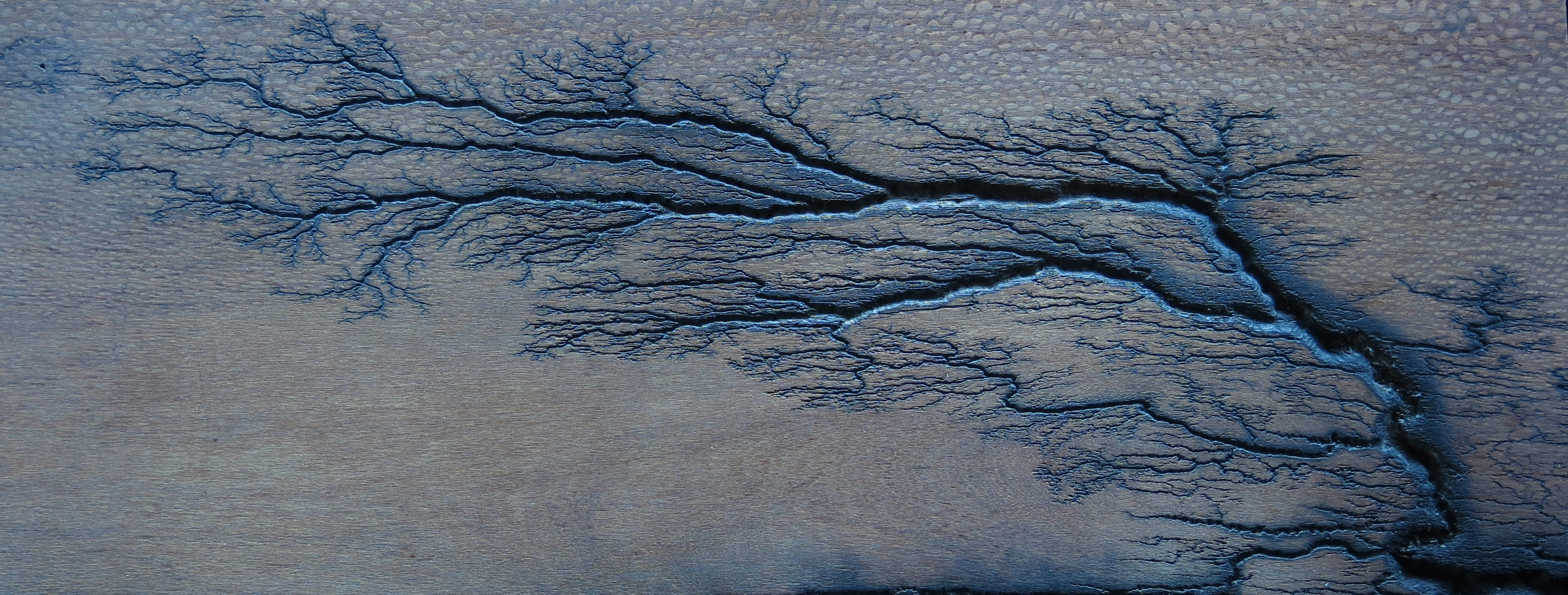
شخصية ليشتنبرغ المتفرعة من خشب الفهد

يشير حرق كسوري Fractal burning أو حرق ليشتنبرج أو التكسير الخشبي إلى تقنية يتم فيها حرق شكل ليشتنبرج في الخشب باستخدام كهرباء عالية الجهد. اكتسبت شهرة كبيرة بسبب العديد من حوادث الوفاة أو الإصابات الخطيرة عندما حاول الناس القيام بذلك في المنزل، حيث توفي ما لا يقل عن 33 شخص بين عامي 2017 و2022.

## العملية
توضع طبقة من المحلول الكهربائي على سطح الخشب، تنخفض مقاومته بشكل ملحوظ. ثم يُوضع قطبان كهربائيان على الخشب، ويُمرر عبرهما جهد كهربائي عالي. يُسبب التيار الكهربائي المنبعث من القطبين تسخين سطح الخشب حتى يغلي المحلول الكهربائي ويحترق السطح الخشبي. ولأن السطح المتفحم للخشب موصل للكهرباء بشكل ضعيف، سيحترق سطح الخشب بنمط متجه نحو الخارج من القطبين.

## الخطر
يكمن الخطر في العملية التي تعتمد على جهد كهربائي عالي، أعلى بكثير من جهد التيار الكهربائي الرئيسي العادي.  يسمح الجهد العالي بمرور تيار مميت محتمل عبر الجسم. قد يؤدي أدنى اتصال بالمعدات المعنية إلى الوفاة. عند مثل هذه الجهد الكهربائي العالي، تشكل ومضات القوس الكهربائي أيضًا خطر.

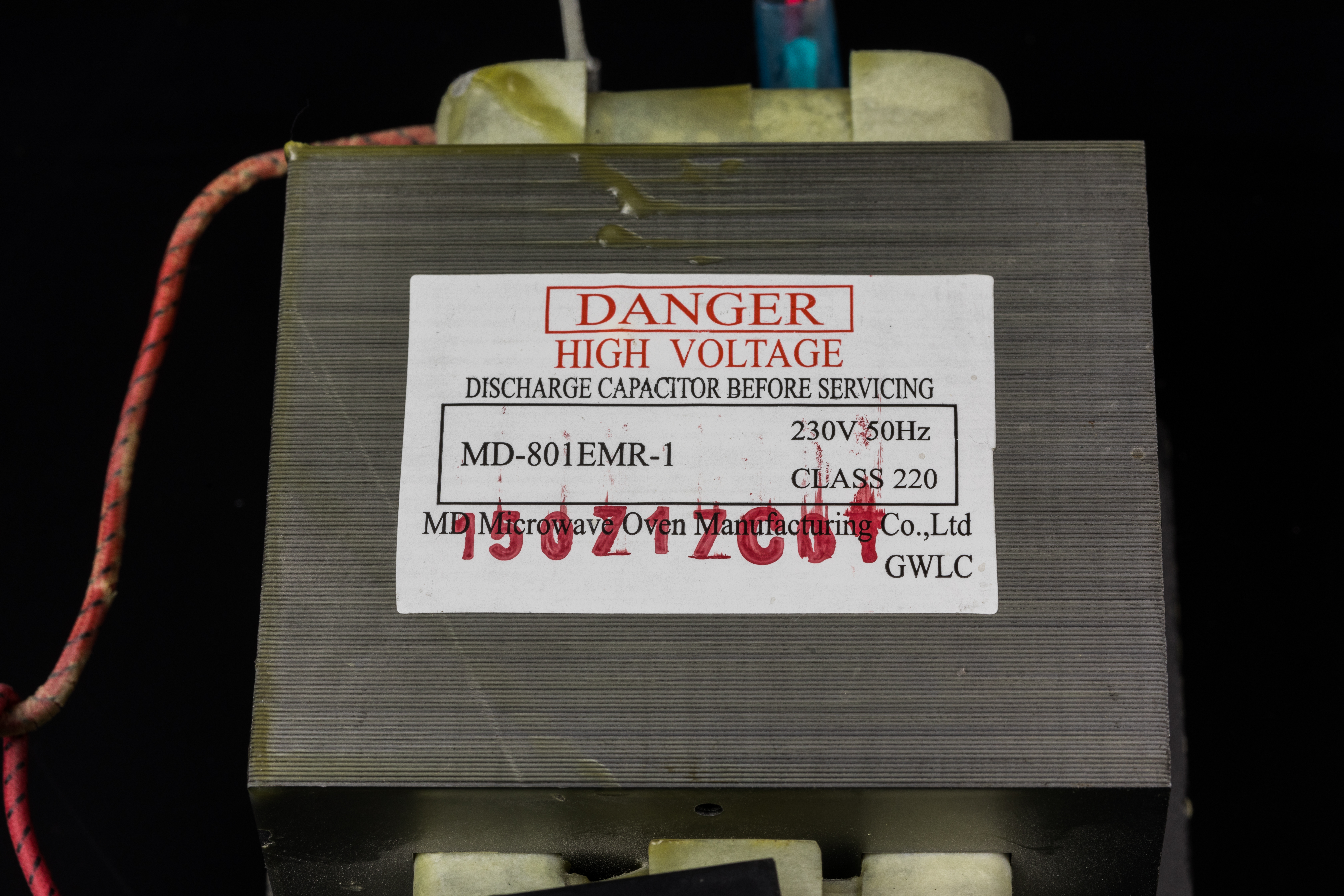
محول من فرن الميكروويف، يحمل تحذيرًا بارزًا من خطر الجهد العالي.

تُستخدم المحولات من أفران الميكروويف بشكل متكرر لهذه التقنية نظرًا لسهولة الحصول عليها.   ويمكنها إنتاج جهد يبلغ حوالي 2100 فولت  (يستخدم الكرسي الكهربائي الحديث 2000 فولت،  وهو جهاز يستخدم لإعدام شخص بالصعق الكهربائي )، وتيار قاتل يتراوح بين 500 و2000 مللي أمبير. حتى عُشر أو مائة من هذا التيار يمكن أن يكون قاتلاً.  بسبب العزل الجلفاني في المحول، لن يتمكن قاطع دائرة خطأ الأرض (GFCI) أو جهاز التيار المتبقي (RCD) من قطع الدائرة في حالة حدوث صدمة كهربائية.
أشارت مراجعة أُجريت عام 2020 إلى أن معدل الوفيات الناتج عن حرق الخشب الكسري كان "كبير" و"مرتفع للغاية". وقد حظرت الجمعية الأمريكية لخراطة الأخشاب، لأسباب تتعلق بالسلامة، أي عروض أو مبيعات تتعلق بهذه الممارسة في فعالياتها، وتثني بشدة أيًا من فروعها عن الترويج لها، وترفض نشر أي معلومات عنها باستثناء تحذيرات السلامة. وقد وضعت جمعية خراطة الأخشاب في بريطانيا العظمى السياسة نفسها.
وتشمل المنظمات الأخرى التي حذرت من هذه الممارسة ما يلي:
- مراكز الحروق والترميم في أمريكا[6]
- هيئة السلامة الكهربائية في أونتاريو[11]
- مؤسسة السلامة الكهربائية الدولية[2]
- هيئة سلامة العمل في نيوزيلندا[3]
- هيئة تنظيم السلامة الكهربائية في جنوب أستراليا[12]
- هيئة تنظيم السلامة الكهربائية في غرب أستراليا[13]

## روابط خارجية
- فيديو يناقش مخاطر حرق الخشب الكسري بواسطة آن ريدون